# Sweet Mother Texas
Sweet Mother Texas è il cinquantesimo album di Waylon Jennings, pubblicato dalla RCA Victor nel marzo del 1986 e prodotto da Jerry Bridges e Gary Scruggs.

## Tracce
Lato A
1. I'm on Fire – 2:31 (Bruce Springsteen)
2. Me and Them Brothers of Mine – 2:59 (Tommy Jennings)
3. I Take My Comfort in You – 3:11 (Wayland Holyfield, Guy Clark)
4. Looking for Suzanne – 3:35 (Paul Kennerley)

Lato B
1. Be Careful Who You Love (Arthur's Song) – 4:29 (Harlan Howard)
2. Sweet Mother Texas – 2:50 (Sanger D. Shafer, Eddy Raven)
3. Living Legend – 3:00 (Kris Kristofferson)
4. Hanging On – 3:49 (Tony Joe White)

## Formazione
- Waylon Jennings – voce, chitarra
- Jerry Gropp – chitarra
- Gary Scruggs – chitarra
- Sonny Curtis – chitarra
- Tony Joe White – chitarra
- Ralph Mooney – steel guitar
- Floyd Domino – pianoforte
- Earl Scruggs – banjo
- Harrison Calloway – corno
- Jerry Bridges – basso
- Richie Albright – batteria
- Patti Leatherwood – cori
- Carter Robertson – cori
- Barny Robertson – cori
- Johnny Cash – voce (traccia 5)